# Giovanni da Nola
Giovanni da Nola, al secolo Giovanni Merliano (Nola, 1488 – Napoli, 1558), è stato uno scultore e architetto italiano che operò nel XVI secolo principalmente a Napoli.
Accanto agli artisti spagnoli attivi nei primi del Cinquecento come Diego de Siloé e Bartolomé Ordóñez che contribuirono a creare una vera e propria scuola di scultura rinascimentale, Merliano seppe, con Girolamo Santacroce, fondere gli elementi dell'arte trecentesca e quattrocentesca con gli influssi michelangioleschi provenienti da Roma.

L'artista viene più volte citato da Giorgio Vasari nel suo libro Le vite de' più eccellenti pittori, scultori e architettori
Vasari poté certamente ammirare le opere di Giovanni da Nola nella Chiesa di Sant'Anna dei Lombardi nella quale egli stesso lavorò sul finire del XVI secolo.

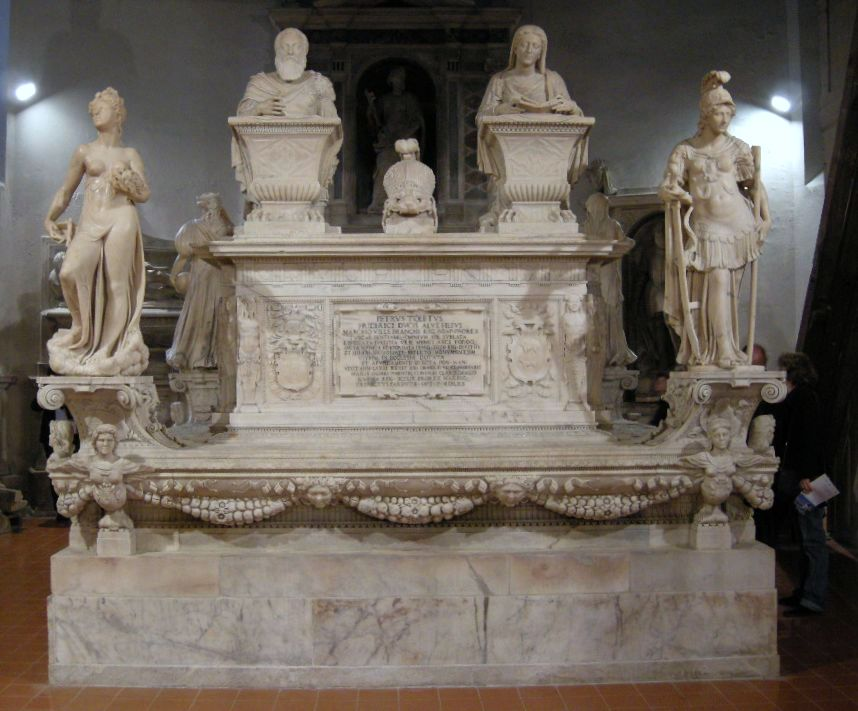
Sepolcro di Don Pedro de Toledo. Chiesa di San Giacomo degli Spagnoli, Napoli

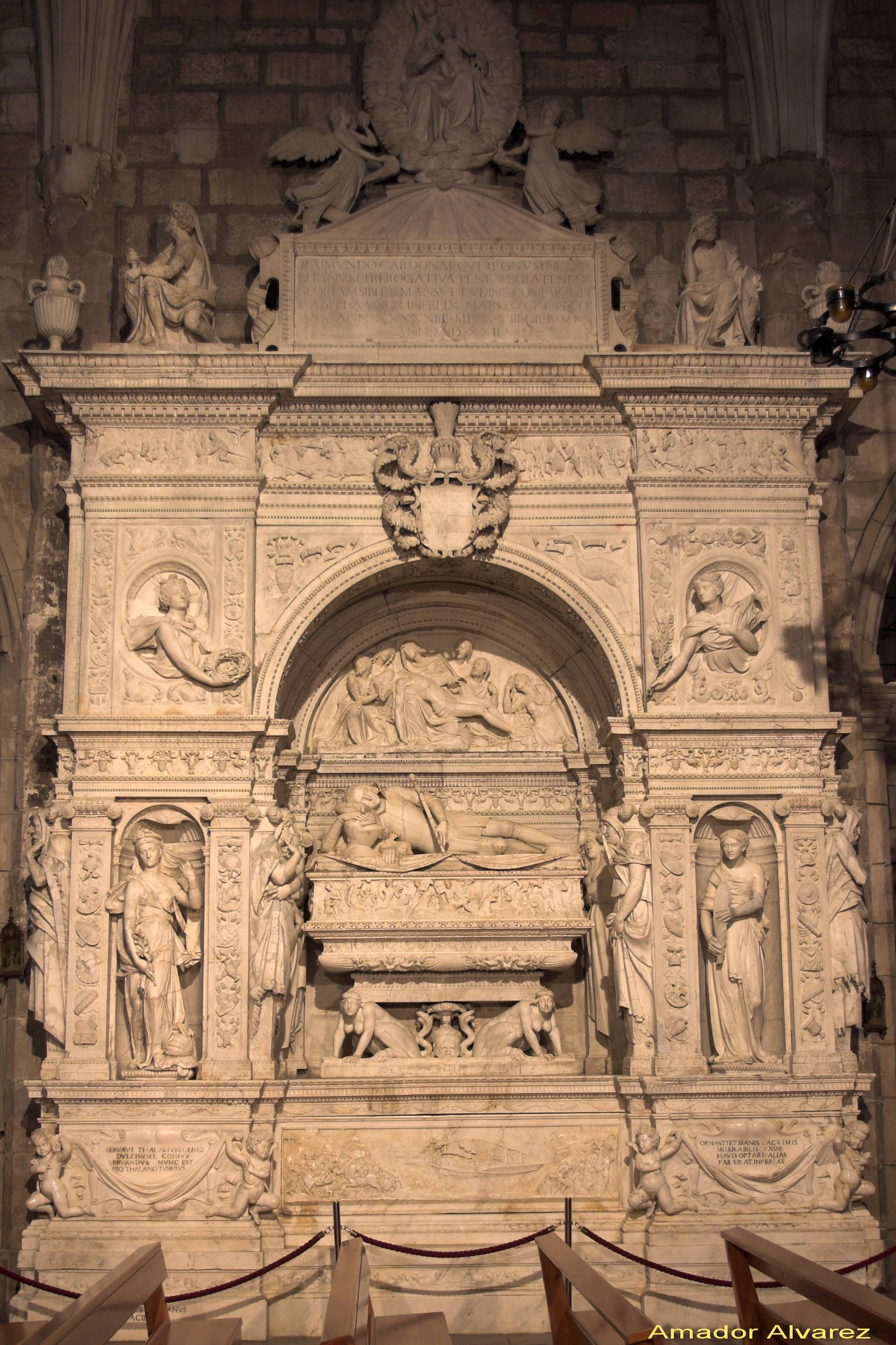
Tomba di Don Raimondo de Cardona, Viceré di Napoli - Cattedrale di Bellpuig.

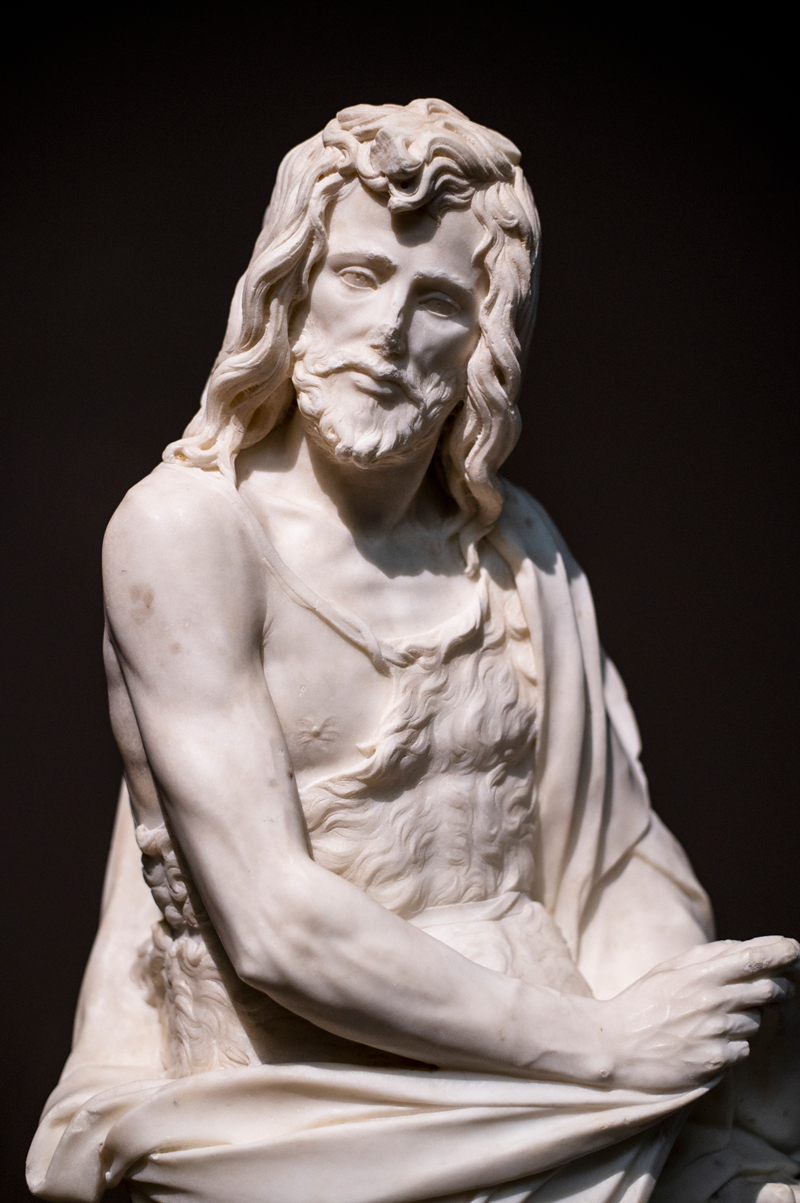
San Giovanni Battista, collezione privata

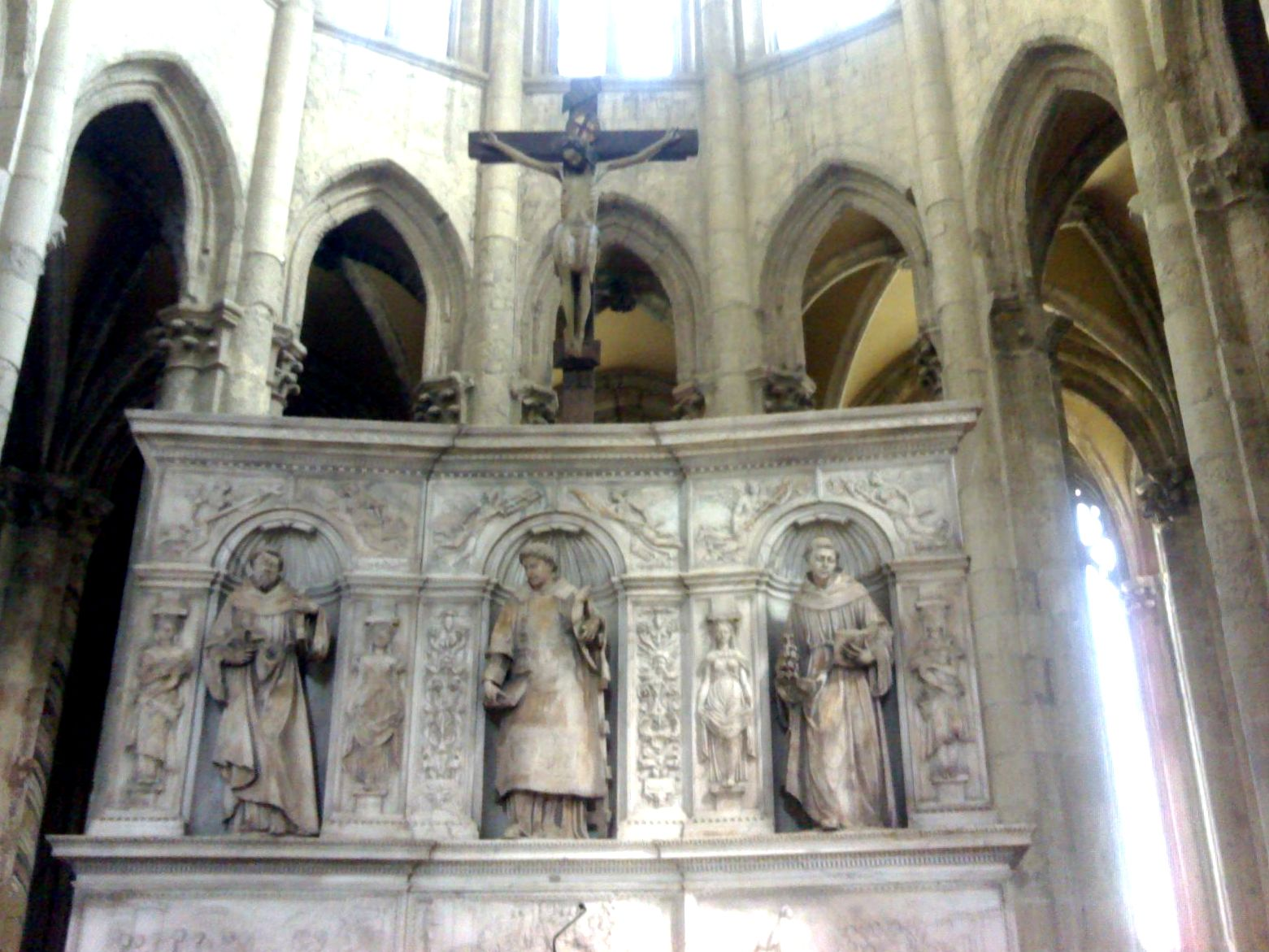
L'altare maggiore. Basilica di San Lorenzo Maggiore, Napoli

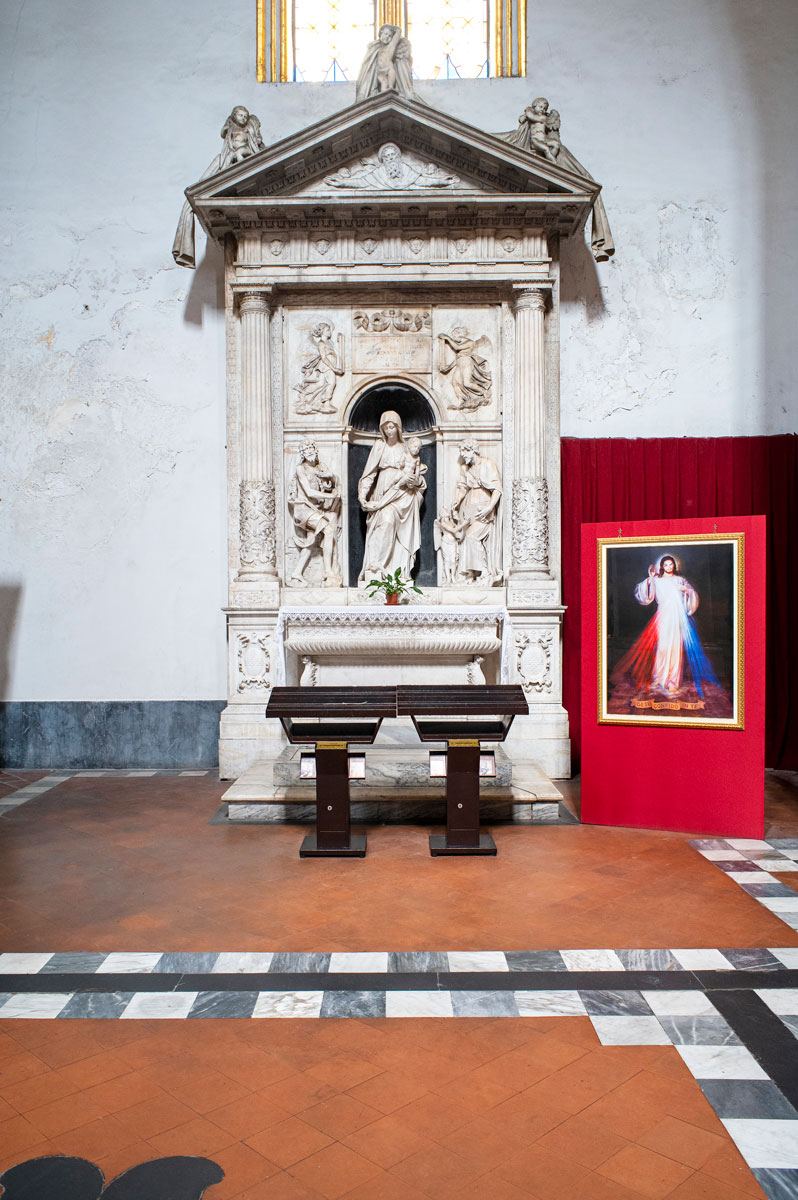
Chiesa di San Domenico Maggiore, l'Ancona marmorea (1536)

## Biografia
Figlio di Giuseppe ed Eleonora Cortese, si trasferì a Napoli sin da giovane dove apprese l'arte di Pietro Belverte, artista di Bergamo che lavorava come maestro intagliatore e assieme al quale lavorò alla decorazione del portale della Chiesa della Santissima Annunziata. Per acquistare pratica nelle sue arti decise di andare a Roma.
Ritornato nella sua patria lavorò principalmente come scultore che architetto. Egli adornò anche la punta del molo conosciuta con il nome Fontana dei quattro del Molo, rappresentando con quattro statue i principali fiumi del mondo conosciuto. Della fontana oggi non rimane più nulla perché i viceré portarono in Spagna tutte le sculture che la componevano per abbellire i propri giardini.
Le sue opere principali rimangono tuttavia conservate nelle chiese più famose di Napoli.
In architettura progettò molti edifici tra cui il Palazzo Giusso e il Palazzo di Sangro.
Gli fu commissionata anche la Tomba di Raimondo de Cardona, viceré aragonese morto a Napoli nel 1522, ma sepolto nel Duomo di Bellpuig sua città natale. Questa tomba, scolpita a Napoli e poi trasportata pezzo per pezzo in Spagna, rimane uno dei primi contributi del Rinascimento italiano in Catalogna.
Tra le sue opere più importanti vi è senza dubbio il sepolcro del viceré Pedro Álvarez de Toledo y Zuñiga e della viceregina Maria Ossorio Pimentel, situato nella chiesa di San Giacomo degli Spagnoli, realizzato nel 1570 con la collaborazione in alcuni punti dei suoi allievi Giovanni Domenico D'Auria e Annibale Caccavello.
Morì nel 1558 (secondo alcuni autori nel 1560) e fu sepolto nella Chiesa di San Lorenzo Maggiore a Napoli dove, sulla tomba distrutta dai bombardamenti del 1943, Luigi Tansillo recitava in un'epigrafe:

## Principali opere
Innumerevoli le opere di questo scultore che si fece notare in città per opere come il San Matteo nella Chiesa di San Pietro Martire nel 1519.
Ecco un elenco, certamente non esaustivo, delle sue opere successive:

### A Napoli
- Sepolcro di Francesco Carafa in San Domenico Maggiore
- Altare in marmo in San Lorenzo Maggiore, (1530 circa)
- Monumento a Galeazzo Pandone cappella di San Giacinto, San Domenico Maggiore (1514)
- Crocifissione in Monteoliveto, (1517)
- Presepe in Santa Maria del Parto a Mergellina, (1520)
- Restauro di Porta Capuana, (1520)
- Altare Ligorio, in Monteoliveto (1532)
- Ancona marmorea nella chiesa di San Domenico Maggiore, (1536)
- Statua lignea della Madonna della Neve in Basilica santuario di Santa Maria della Neve[1]
- Ecce Homo in Santa Chiara
- Monumento Funebre ad Antonia Gaudino in Santa Maria La Nova
- Sepolcro di Don Pedro de Toledo, in San Giacomo degli Spagnoli, (1540-1570)
- Cona marmorea sull'altare, in San Pietro a Majella
- Tomba Caracciolo, in San Giovanni a Carbonara, (1547)
- Vergine con le anime purganti in sacrestia di San Giovanni a Carbonara
- Mezzorilievo dell'Eterno, in Chiesa di Sant'Aniello a Caponapoli
- Santa Dorotea, in Chiesa di Sant'Aniello a Caponapoli
- Martirio di Sant'Adriano in San Giovanni Maggiore
- Tavola ad altorilievo su altare in San Pietro ad Aram
- Tomba di Andrea Bonifacio  in Santi. Severino e Sossio, (1520-1530)
- Tombe della cappella Sanseverino in Santi. Severino e Sossio
- Paliotto d'altare in Sant'Anna dei Lombardi
- San Giovanni Battista in Sant'Anna dei Lombardi

### Fontane
- Fontana della Scapigliata, (1541)
- Fontana del Capone
- Fontana di Atlante (solo sculture, 1532-1537, scomparsa)
- Fontana degli Incanti
- Fontana dei 4 del Molo

### Architetture
- Palazzo Giusso
- Palazzo di Sangro
- Palazzo Rota

### A Nola
- Adorazione dei Magi, nella Chiesa di San Biagio (della Misericordia)
- San Giovanni Battista e San Gerolamo, Duomo di Nola

### Opere sparse
- XVI secolo, "Altare", manufatto marmoreo, opera custodita nella Cappella Martucci della  Chiesa di San Domenico di Cosenza.
- XVI secolo, "San Giovanni Battista", statua marmorea, opera custodita nella Chiesa di San Giorgio di Pizzo Calabro.
- XVI secolo, "San Leo", statua marmorea, il piedistallo presenta i bassorilievi raffiguranti: lo "Stemma Vescovile" di monsignor Gaspare Del Fosso, "San Leo guarisce uno storpio", la "Madonna di Bova", "San Leo guarisce un ammalato" e lo "Stemma Vescovile" di monsignor Marcello Franco da Gerace. Opera custodita nell'altare maggiore del Santuario omonimo di Bova Superiore.
- 1514, Statua lignea di san Sebastiano martirizzato, presso la Chiesa e convento di Sant'Antonio a Nocera Inferiore.
- 1518, Statua della Madonna del latte, conservata nel retablo di Villamar (CA), realizzato da Pietro Cavaro.
- XVI secolo, Statua lignea di Santa Margherita d'Antiochia, nella parrocchia di Santa Maria dei Longobardi sita a Novi Velia (SA). Legno scolpito e dipinto, cm 155 x 50 x 50. L'opera è citata anche negli atti della visita (1641) del vescovo Tommaso Carafa; dalla relazione sappiamo che la Santa Margherita proviene dalla chiesa della Santissima Annunziata, ceduta nell'Ottocento al comune. [2]